# Più forte dell'odio
Più forte dell'odio (Montana) è un film del 1950 diretto da Ray Enright.
È un western statunitense ambientato nel Montana nel 1871. Vede come interpreti principali Errol Flynn, Alexis Smith e S.Z. Sakall.

## Produzione
Il film, diretto da Ray Enright su una sceneggiatura di James R. Webb, Borden Chase e Charles O'Neal e un soggetto di Ernest Haycox, fu prodotto da William Jacobs per la Warner Bros. e girato nel Warner Ranch a Calabasas, California, da fine agosto a metà novembre 1948.

## Distribuzione
Il film fu distribuito con il titolo Montana negli Stati Uniti dal 28 gennaio 1950 al cinema dalla Warner Bros.
Altre distribuzioni:
- in Argentina il 16 febbraio 1950 (Montana)
- in Svezia il 17 marzo 1950 (Montana)
- in Messico il 7 luglio 1950 (Montana)
- in Finlandia il 28 luglio 1950 (Montana)
- in Germania Ovest il 23 marzo 1951 (Montana)
- in Portogallo il 15 maggio 1951 (Montana, Terra Proibida)
- in Austria il 26 ottobre 1951 (Montana)
- in Danimarca l'11 dicembre 1951 (Montana)
- in Giappone il 17 aprile 1952
- nelle Filippine il 27 maggio 1952
- in Finlandia l'11 settembre 1964 (redistribuzione)
- in Brasile (Montana, Terra Proibida)
- in Spagna (Montana)
- in Francia (Montana)
- in Grecia (Montana)
- in Italia (Più forte dell'odio)

## Critica
Secondo il Morandini il film è un "modesto western Warner Bros." caratterizzato da "suggestivi paesaggi" e da un apporto recitativo di un Flynn non all'altezza.